# Ataenius nudus
Ataenius nudus är en skalbaggsart som beskrevs av Blackburn 1904. Ataenius nudus ingår i släktet Ataenius och familjen Aphodiidae. Inga underarter finns listade.